# Distrito electoral de Union (Illinois)
Union (en inglés: Union Precinct) es un distrito electoral ubicado en el condado de Union en el estado estadounidense de Illinois. En el Censo de 2010 tenía una población de 983 habitantes y una densidad poblacional de 3,32 personas por km².

## Geografía
Union se encuentra ubicado en las coordenadas 37°28′6″N 89°24′35″O / 37.46833, -89.40972. Según la Oficina del Censo de los Estados Unidos, Union tiene una superficie total de 295.97 km², de la cual 278.74 km² corresponden a tierra firme y (5.82%) 17.22 km² es agua.

## Demografía
Según el censo de 2010, había 983 personas residiendo en Union. La densidad de población era de 3,32 hab./km². De los 983 habitantes, Union estaba compuesto por el 98.98% blancos, el 0.2% eran afroamericanos, el 0% eran amerindios, el 0.1% eran asiáticos, el 0% eran isleños del Pacífico, el 0.1% eran de otras razas y el 0.61% pertenecían a dos o más razas. Del total de la población el 0.51% eran hispanos o latinos de cualquier raza.